# Опера Сан-Франциско

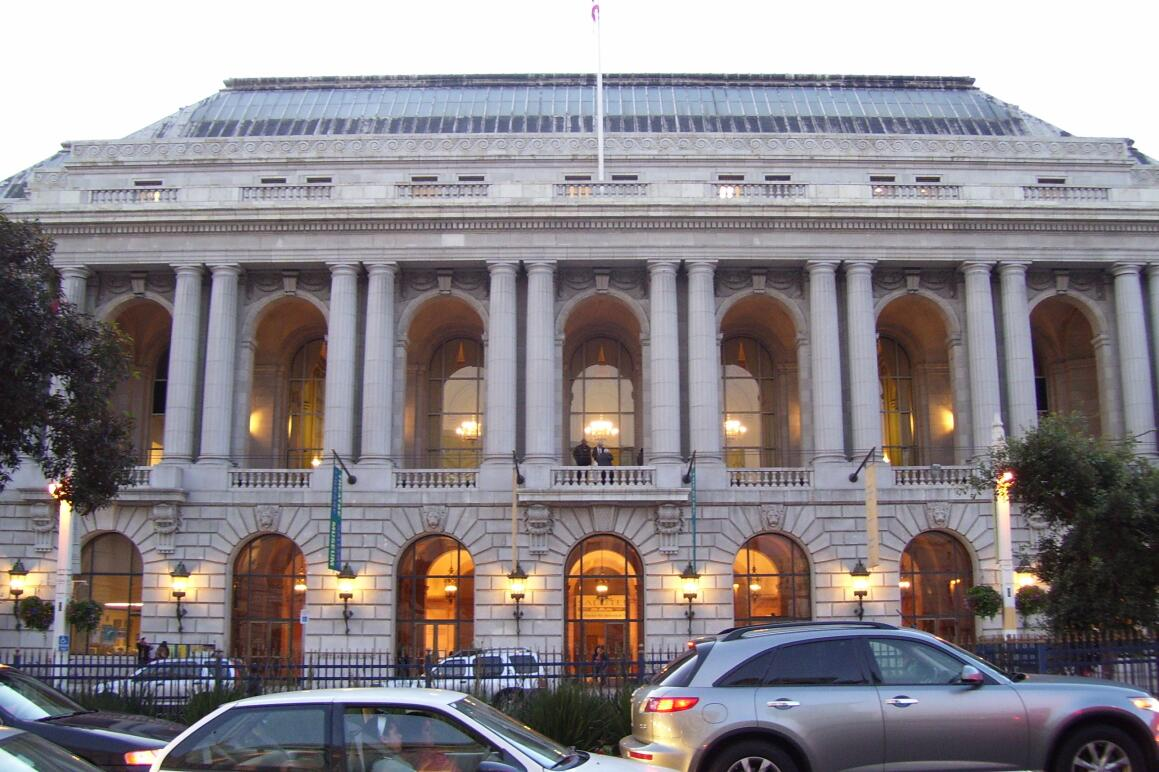
Фасад оперного театру

Опера Сан-Франциско (англ. San Francisco Opera, SFO) — другий за величиною оперний театр в США, розташований у Сан-Франциско.
Заснований в 1923 році Гаетано Меролою (1881–1953).
З 1932 року Опера знаходиться у будівлі Військового меморіалу  та була відкрита 15 жовтня 1932 року постановкою опери «Тоска» Джакомо Пуччіні. Ця будівля є частиною комплексу, що називається «Військовий меморіал і центр видовищних мистецтв», і є однією із найбільших театральних будівель світу. Зал театру розрахований на 3 146 місць.
З 1933 до 1943 року Опера і Балет Сан-Франциско були об'єднані в одній структурі, проте після 1942 року Балет Сан-Франциско став окремою інституцією. Щорічно театр відкривається традиційним нічним гала-концертом.

## Директори
- Гаетано Мерола (1923–1953)
- Курт Герберт Адлер (1953–1981)
- Теренс МакЕвен (1982–1988)
- Лотфі Мансурі (1988–2001)
- Памела Розенберг (2001–2005)
- Девід Гоклі (з 2006)